# Stadio Qajımuqan Muñaýtpasov (Şımkent)
Lo stadio Qajymūqan Mūñaitpasov (in kazako Қажымұқан Мұңайтпасов атындағы орталық стадион?) è un impianto polivalente situato ad Şımkent. Lo stadio viene usato principalmente per le gare casalinghe dell'Ordabasy. L'impianto ha una capienza di 20 000 spettatori. È intitolato a Qajımuqan Muñaýtpasov, pluricampione di lotta greco-romana.